# Городнянський повіт
Городнянський повіт — адміністративно-територіальна одиниця Чернігівської губернії. Утворений 1781 року в складі Чернігівського намісництва, в 1797 році ліквідований і в 1802 році утворений в складі губернії. Повітове місто — Городня.
Повіт знаходився в західній частині середньої смуги губернії і межував на північному сході з Новозибковським, на сході з Сосницьким, на півдні з Чернігівським повітами Чернігівської губернії. На півночі з Могильовською і заході з Мінською губерніями Російської імперії. Найбільша ширина повіту становила 48 верст (51 км), довжина — 102 версти (109 км). Площа повіту, за Стрельбицьким, становила 3 528 верст² або 372 089 десятин (4 065 км²).
Згідно з переписом населення Російської імперії 1897 року в повіті проживало 153 040 чоловік. З них 86,78 % — українці, 4,61 % — євреї, 7,84 % — росіяни, 0,33 % — білоруси.

## Адміністративний поділ

Мапа повіту

Адміністративно повіт поділявся на 3 стани та 10 волостей:
| Волость                  | Волосний центр | Кількість сільських общин |
| ------------------------ | -------------- | ------------------------- |
| І стан                   |                |                           |
| Хотівлянська волость     | Хотівля        | 32                        |
| Новоборовицька волость   | Нові Боровичі  | 21                        |
| Мощенська волость        | Мощенка        | 20                        |
| ІІ стан                  |                |                           |
| Хотуницька волость       | Хотуничі       | 16                        |
| Великощимельська волость | Великий Щимель | 19                        |
| Тупичівська волость      | Тупичів        | 33                        |
| ІІІ стан                 |                |                           |
| Петрушинська волость     | Петруші        | 50                        |
| Любецька волость         | Любеч          | 29                        |
| Яриловицька волость      | Нові Яриловичі | 32                        |
| Ріпицька волость         | Ріпки          | 31                        |

та місто Городня з передмістям Салівщина, селищем Підбереззя, селищами при товарній станції, при пасажирській станції, хутором біля вокзалу залізниці.